# 乌鲁
乌鲁，又名訛鲁，金始祖函普之长子。
金熙宗即位後，追上諡號為德皇帝，皇統四年，稱他的埋葬地為熙陵，皇統五年，增諡為渊穆玄德皇帝。

## 家庭
- 思皇后
  - 金安帝
  - 辈鲁，孫胡率、曾孫完顏劾者